# Joseph Maria Stowasser
Joseph (auch: Josef) Maria Stowasser (* 10. März 1854 in Troppau, Österreichisch-Schlesien; † 24. März 1910 in Wien) war ein österreichischer Lehrer und Altphilologe.

## Leben
Der Sohn eines Apothekers studierte von 1872 bis 1876 in Wien alte Sprachen und schloss sich dem Verein Oppavia an, der später in die Schlesische Akademische Landsmannschaft Oppavia umgewandelt wurde. Nach dem Studium wurde Stowasser Gymnasiallehrer in Freistadt und Wien.
Er wurde in einem Ehrengrab auf dem Wiener Zentralfriedhof bestattet.

## Werk
Zu Stowassers Veröffentlichungen zählen in oberösterreichischen Dialekt übersetzte griechische Epigramme, ins Griechische übersetzte oberösterreichische „Gstanzln“ (Griechische Schnadahüpfeln, 1903) und ein lateinisch-deutsches Wörterbuch (1894). Letzteres erschien in zahlreichen Auflagen, wurde ein weit verbreitetes Schulwörterbuch und errang als „Der Stowasser“ den Status eines Klassikers. Lange Zeit noch waren die deutschen Wörter darin in Fraktur gesetzt, um sie von den lateinischen Wörtern, die in Antiqua gesetzt waren, deutlich abzuheben.
Besondere Verbreitung als Schulwörterbuch fand auch der nach dem Tod Stowassers von Michael Petschenig bearbeitete und 1913 erstmals erschienene Kleine Stowasser, der bis 1991 aufgelegt wurde. Zum hundertjährigen Bestehen 1994 erschien erstmals die von Fritz Lošek neu bearbeitete und nunmehr als Stowasser betitelte Ausgabe des Wörterbuchs, dessen Einband der Künstler Friedensreich Hundertwasser (bürgerlicher Name: Friedrich Stowasser) entworfen hat. 2016 wurde der Stowasser zuletzt völlig überarbeitet und modernisiert.

## Joseph Maria Stowasser und Friedrich Hundertwasser
Seit dem Erscheinen des Buches „Troppau. Schlesische Hauptstadt zwischen Völkern und Grenzen“ im Jahre 1984 hat sich die Meinung verbreitet, der Künstler Friedensreich Hundertwasser sei ein Nachkomme (Enkel oder sogar Sohn) von Joseph Maria Stowasser. Dazu beigetragen hat auch, dass Hundertwasser 1994 anlässlich des 100-jährigen Jubiläums der Erstausgabe für Stowassers Wörterbuch ein Cover in hundert Farbvarianten gestaltete. Hundertwasser selbst ist diesen Behauptungen entgegengetreten, besonders deutlich in einem Brief vom 24. August 1988 aus: 

„Mein Großvater hieß Wenzel Stowasser und kam in jungen Jahren aus dem Gebiet der heutigen Tschechoslowakei nach Wien. Mein Vater hieß Ernst Stowasser, wurde in Wien geboren und starb 1929. Ich glaube nicht, dass ich ein naher Verwandter des Altphilologen und Wörterbuchautors bin.“

 Genauer ist dieser Frage Matin Pelc nachgegangen, dessen Aufsatz auch die obigen Zitate entnommen sind.
Die Version von Friedrich Hundertwasser wird durch den Taufbucheintrag seines Vaters Ernst (Pfarre St. Margareten Wien 5, geb. 7. Januar, getauft 14. Januar 1894) bestätigt, wo als Großvater angegeben ist: „Stowahser Wenzel, Porzellanmaler, kathol. geb. von Zettlitz in Böhmen, ehel. Sohn des Anton Stowahser“ (in der Rubrik korrigiert auf „Stowasser“).

## Werke
- Das Gott erhalte griechisch und lateinisch. In: Achtundzwanzigster Jahresbericht über das k. k. Franz Joseph-Gymnasium in Wien 1901/1902. Wien 1902 (Digitalisat).
- Über ein paar anapästische lateinische Inschriften. In: Dreißigster Jahresbericht über das k. k. Franz Joseph-Gymnasium in Wien 1903/1904. Wien 1904 (Digitalisat).
- Übersetzungsproben. In: Vierunddreißigster Jahresbericht über das k. k. Franz Joseph-Gymnasium in Wien 1907/1908. Wien 1908 (Digitalisat).
- Imperatori patrono duodecim abhinc lustris rerum potito summa qua decet reverentia gratulatur collegium professorum gymnasii Francisco-Iosephini Vindobonensis a. d. IV. non. dec. MCMVIII. 1909 (Digitalisat)